# Большая Железница
 Большая Железница  — деревня в Жарковском муниципальном округе Тверской области.

## География
Находится в юго-западной части Тверской области на расстоянии приблизительно 24 км по прямой на запад-северо-запад по прямой от районного центра поселка Жарковский на правобережье реки Межа.

## История
Деревня уже была отмечена на карте Шуберта западной части России (1826—1840 года). В 1859 году здесь (деревня Поречского уезда Смоленской губернии было учтено 5 дворов, в 1927 — 20. До 2022 года входила в состав ныне упразднённого Новосёлковского сельского поселения.

## Население
Численность населения: 42 человека (1859 год), 43 (русские 96 %) в 2002 году, 24 в 2010.